# Fenantren
Fenantrenul este o  hidrocarbură aromatică, polinucleară, condensată angular; se găsește în gudroanele cărbunilor de pământ, în fracțiunea de ulei de antracen. Nucleul fenantrenic se găsește la o serie de produși naturali, cum sunt: acidul abietic, sterinele, saponinele, alcaloizii etc.
Denumirea  de fenantren provine din termenii fenil și antracen.

## Proprietăți
Se cristalizează în plăci, iar cristale sunt incolore, strălucitoare. 
Densitatea este 1,063, iar punctul de topire 100,35 °C și punctul de fierbere 340 °C. 
Este solubil în alcool, eter, benzen, bisulfură de carbon și acid acetic, dar este insolubil în apă. Poate fi folosit pe post de combustibil.

## Obținere
Fenantrenul se poate obține prin distilarea fracționată a uleiurilor gudroanelor de cărbune cu puncte de fierbere ridicate cu o recristalizare ulterioare din alcool.

## Nocivitate
Carcinogen

## Utilizare industrială
În pigmenți, explozibili, în sinteza medicamentelor, în cercetări biochimice, în fabricarea fenantrenchinonei.
1. 1 2  CRC Handbook of Chemistry and Physics (97th edition)[*], p. 3-444 Verificați valoarea |titlelink= (ajutor)
2. ↑  CRC Handbook of Chemistry and Physics (97th edition)[*], p. 6-120 Verificați valoarea |titlelink= (ajutor)